# Champagne-sur-Vingeanne
Champagne-sur-Vingeanne – miejscowość i gmina we Francji, w regionie Burgundia-Franche-Comté, w departamencie Côte-d’Or.
Według danych na rok 1990 gminę zamieszkiwało 241 osób, a gęstość zaludnienia wynosiła 18 osób/km² (wśród 2044 gmin Burgundii Champagne-sur-Vingeanne plasuje się na 671. miejscu pod względem liczby ludności, natomiast pod względem powierzchni na miejscu 725.).